# Cahors
Cahors (wymowaⓘ) – miejscowość i gmina we Francji, w regionie Oksytania. Jest prefekturą departamentu Lot. W 2013 roku populacja gminy wynosiła 20 764 mieszkańców. Przez teren gminy przepływa rzeka Lot.

## Geografia

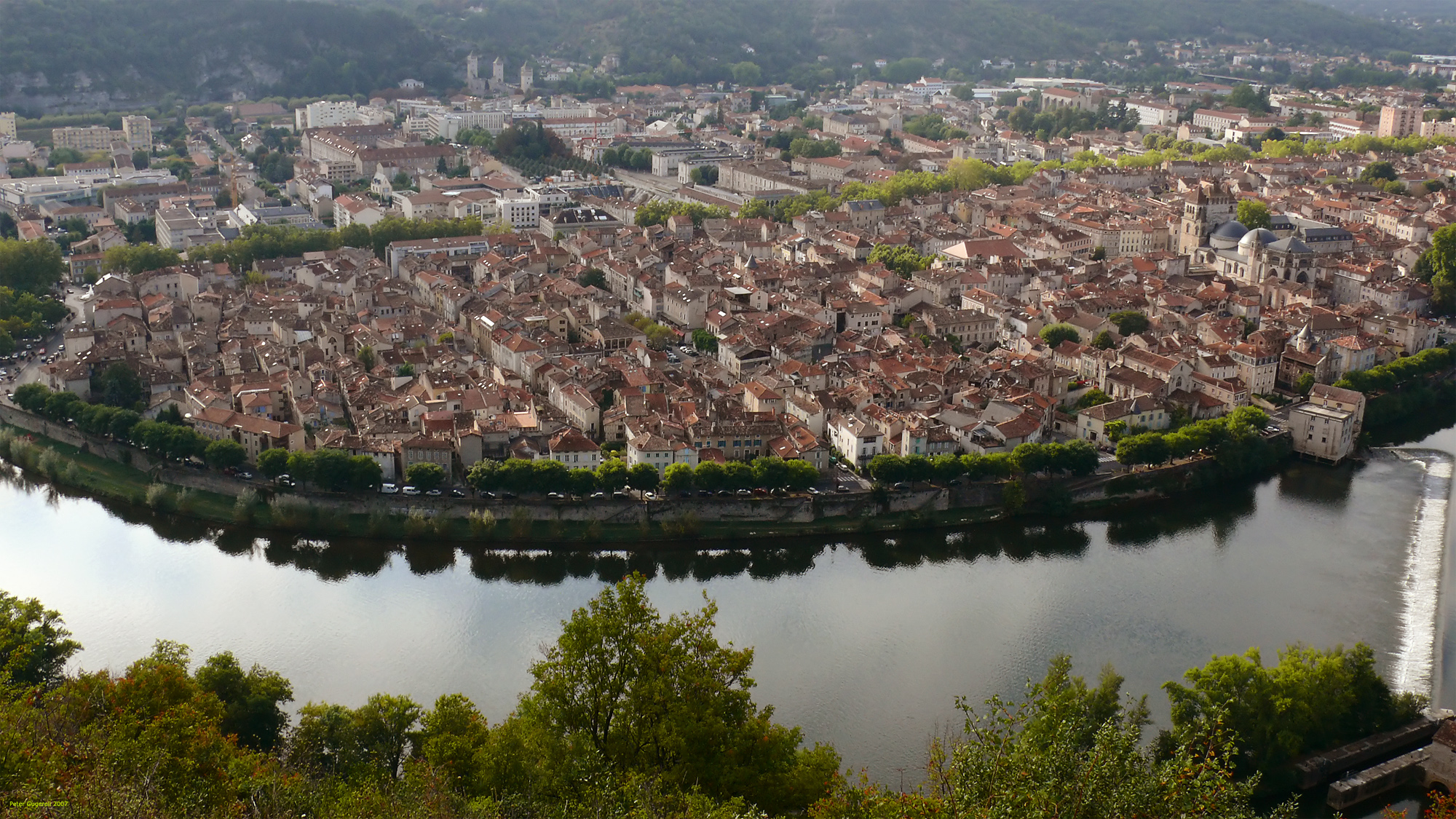
Stare miasto i zakole rzeki Lot

Cahors leży w dawnej francuskiej prowincji Quercy, na południowo-zachodnim skraju Masywu Centralnego, na półwyspie utworzonym przez zakole rzeki Lot.
Powierzchnia gminy wynosi 64,7 km². Sąsiaduje między innymi z Laroque-des-Arcs, Trespoux-Rassiels i Pradines. Cahors położone jest na wysokości 135 m n.p.m.
Nieopodal Cahors przebiega autostrada A20 z Vierzon do Montauban. Poprzez sieć autostrad łączy miasto z Tuluzą oraz przez Orlean z Paryżem. W pobliżu Cahors znajduje się Parc naturel régional des Causses du Quercy.

## Historia
w 51 r. p.n.e. w regionie Quercy, w Uxellodunum, miała miejsce bitwa pomiędzy galijską koalicją a rzymską armią. Niedługo później, za panowania Oktawiana Augusta, Rzymianie zakończyli podbój Galii i założyli miasto Divona Cadurcorum, w którym wzniesiono między innymi teatr, amfiteatr czy łaźnie. Wówczas miasto było prawdopodobnie bogate; zamieszkiwali je kupcy, rzemieślnicy czy też garncarze.
Po burzliwych czasach na początku średniowiecza, w VII wieku dzięki działaniom biskupa Dezyderego (fr. Didier) odbudowano miasto i otoczono je murami. Od połowy XII do połowy XIV wieku trwał „złoty wiek” Cahors. Garstka bogatych rodzin kupców-lichwiarzy skupiła się na międzynarodowym handlu i udzielaniu kredytów w całej Europie. Działania te przyniosły bogactwo miastu, jak i całej prowincji Quercy. Rzekę Lot używano do transportu towarów, w tym popularnego czarnego wina (fr. vin noir), cenionego w Anglii. W 1316 roku biskup Cahors Jacques Duèze został papieżem przyjmując imię Jana XXII. Założył on w mieście uniwersytet promującą życie zakonne oraz handel. Wojna stuletnia (1337-1453) kładzie kres dobrobytowi.
Po zniszczeniach wojny stuletniej populacja miasta prawdopodobnie spadła. Cahors straciło swoje znaczenie gospodarcze. W XVI wieku zachowuje jednak swój prestiż w dziedzinie intelektualnej, za pośrednictwem uniwersytetu, szkół i obecności kilku drukarni. Cahors jest kolebką humanistycznych poetów takich jak Clément Marot i Olivier de Magny. W XVII wieku Cahors jest miejscem ruchu kontrreformacji za sprawą biskupa Alaina de Solminihac, który reformuje diecezję oraz zakłada seminarium duchowne. W 1751 roku uniwersytet w Cahors został zlikwidowany poprzez połączego go z Uniwersytetem w Tuluzie.
Po rewolucji, Cahors zostało prefekturą departamentu Lot, który ówcześnie miał wiejski charakter, ze słabo rozwiniętym przemysłem. W 1835 roku zbudowano teatr włoski, w 1847 ratusz, w 1865 Pałac Sprawiedliwości, w 1889 wyższą szkołę dla dziewcząt oraz w 1907 bibliotekę. W 1869 roku przeprowadzono przez miasto linię kolejową z Paryża do Agen, a w 1884 roku zbudowano nowy dworzec wraz z uruchomieniem połączenia z miastem Montauban.

## Klimat
Średnia dzienna temperatura najwyższa jest w lipcu (20,3 °C), natomiast najniższa w styczniu (5,0 °C). Liczba dni z opadami najmniejsza jest w lipcu i sierpniu (średnio po 7 dni), a największa w maju (średnio 12 dni). 
| Miesiąc                                                                                      | Sty | Lut  | Mar  | Kwi  | Maj  | Cze  | Lip  | Sie  | Wrz  | Paź  | Lis  | Gru |     |
| -------------------------------------------------------------------------------------------- | --- | ---- | ---- | ---- | ---- | ---- | ---- | ---- | ---- | ---- | ---- | --- | --- |
| Średnie temperatury w dzień [°C]                                                             | 8.5 | 10.6 | 13.6 | 16.0 | 20.2 | 23.3 | 26.7 | 26.5 | 23.1 | 18.0 | 12.0 | 9.4 |     |
| Średnie dobowe temperatury [°C]                                                              | 5.0 | 6.4  | 8.5  | 10.7 | 14.7 | 17.5 | 20.3 | 20.2 | 17.2 | 13.2 | 8.1  | 5.9 |     |
| Średnie temperatury w nocy [°C]                                                              | 1.5 | 2.1  | 3.5  | 5.5  | 9.1  | 11.6 | 13.9 | 13.9 | 11.3 | 8.5  | 4.2  | 2.5 |     |
| Średnia liczba dni z opadami                                                                 | 11  | 10   | 10   | 11   | 12   | 9    | 7    | 7    | 8    | 10   | 10   | 10  | 115 |
| Źródło: Norwegian Meteorological Institute and Norwegian Broadcasting Corporation 2017-06-26 |     |      |      |      |      |      |      |      |      |      |      |     |     |

## Przyroda
Na terenie gminy zarejestrowano 195 taksonów (nie rozróżniano na gatunek, podgatunek czy odmianę) zwierząt oraz 509 taksonów roślin. Wśród tych przedstawicieli flory i fauny zaobserwowano 17 gatunków wpisanych do francuskiej czerwonej księgi gatunków zagrożonych. Jeden gatunek mają status gatunku krytycznie zagrożonych – jest to węgorz europejski (Anguilla anguilla). Status gatunku zagrożonego mają 2 gatunki roślin – życica roczna (Lolium temulentum) i Sisymbrium polyceratium – oraz 2 gatunki ptaków – pokrzewka kasztanowata (Curruca undata) i ortolan (Emberiza hortulana).

## Demografia
W 2013 roku populacja Cahors liczyła 20 764 mieszkańców.
|  |

Źródła:
cassini/EHESS (dla danych z lat 1793-2006)
INSEE (dla danych z 2008 i 2013 roku)

## Zabytki

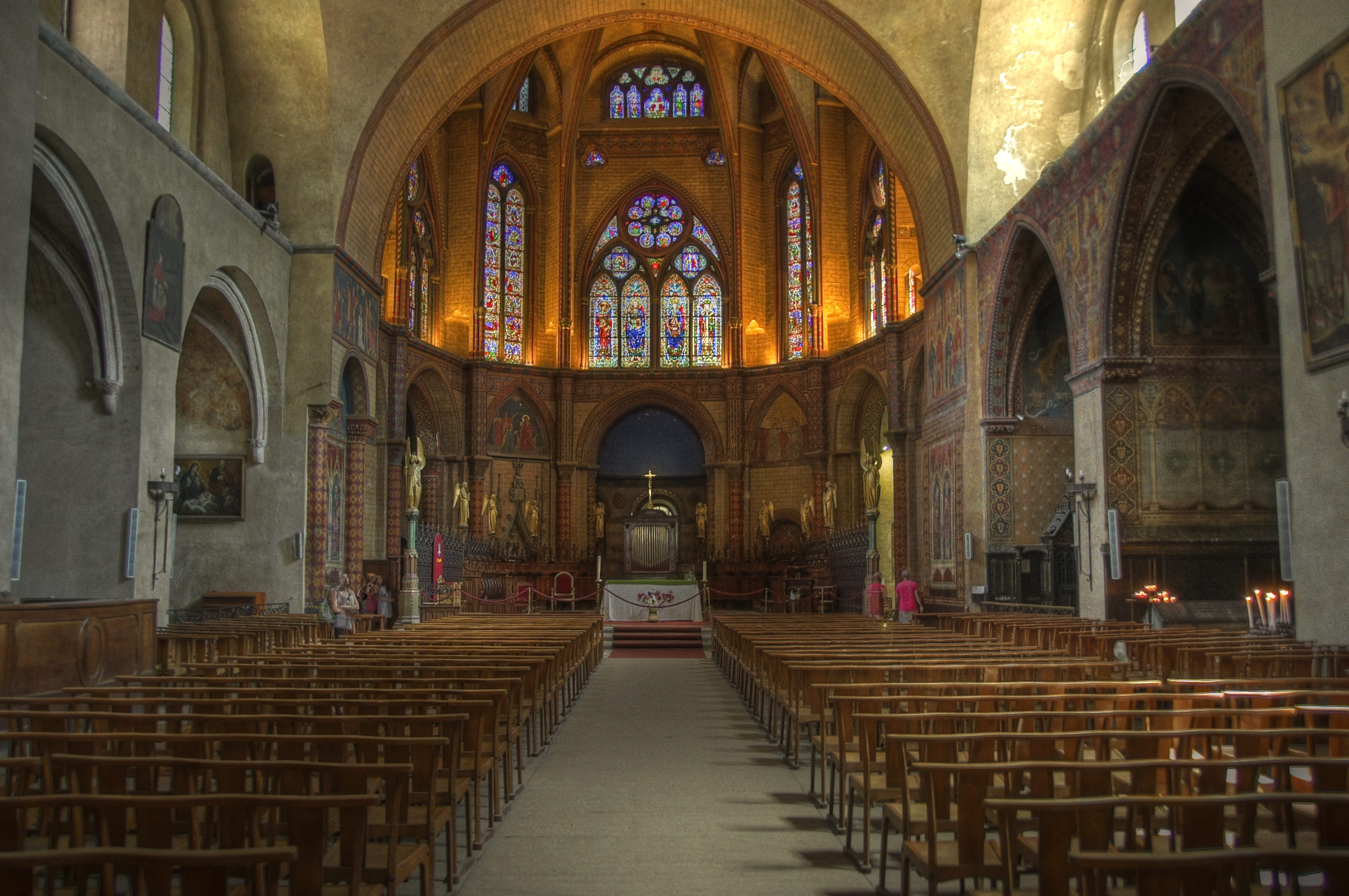
wnętrze katedry Saint-Étienne w Cahors

Zabytki w Cahors posiadające status monument historique:
- amfiteatr rzymski (fr. Amphithéâtre romain)
- Arc de Diane, pozostałość po termach galo-romańskich
- Archidiaconé, przy ulicy 38 rue de la Chantrerie
- biblioteka miejska (fr. Bibliothèque municipale)
- katedra św. Szczepana (fr. Cathédrale Saint-Étienne) – najważniejszy kościół w Cahors i siedziba biskupa. Budowany od XI wieku, od 1862 chroniony jako zabytek, od 1998 na liście światowego dziedzictwa UNESCO[12]
- Borie de Polminhac
- gimnazjum Pélegri (fr. Collège Pélegri)
- klasztor benedyktynów (fr. Couvent des Bénédictines)
- klasztor sióstr z Gramat (fr. Couvent des Sœurs de Gramat)
- Cuvier du Chapitre
- średniowieczne ruiny (fr. Demeure médiévale)
- kościół św. Bartłomieja (fr. Église Saint-Barthélémy) – z XIV wieku[13][14]
- kościół św. Urcysyna (fr. Église Saint-Urcisse)
- ermitaż (fr. Ermitage)
- Hôtel d'Alamand, przy ulicy 40 rue du Portail Alban
- Hôtel d'Issala, na rogu ulic 160 rue Nationale i 83 rue du Docteur-Bergougnoux
- Hôtel Lémozi, przy ulicy 17 boulevard Georges-Saumande
- Hôtel de Marcilhac, przy ulicy 6 rue Clemenceau
- Hôtel de Vayrols, przy ulicy 14 rue des Carmes
- ratusz (fr. Hôtel de ville)
- budynek Les Mirepoises (fr. Immeuble des Mirepoises), przy ulicy 15 boulevard Gambetta
- liceum Gambetta (fr. Lycée Gambetta)
- dom (fr. Maison), przy ulicy 16 rue du Château-du-Roi
- dom (fr. Maison), przy ulicy 71 rue du Cheval-Blanc
- dom (fr. Maison), przy ulicy 46 rue Donzelle
- dom (fr. Maison), przy ulicy 3 rue Manceau
- dom (fr. Maison), przy ulicy rue Nationale
- dom Henryka IV (fr. Maison de Henri IV)
- dom Issala (fr. Maison Issala)
- dom Lacoste (fr. Maison Lacoste)
- dom Quéval (fr. Maison Quéval)
- dom Soulié du Bru (fr. Maison Soulié du Bru)
- dom Trémolière (fr. Maison Trémolière)
- dom Verdier (fr. Maison Verdier)
- dom-wieża (fr. Maison-Tour), przy ulicy 2 rue du Four-Sainte-Catherine
- muzeum w Cahors Henri-Martin (fr. Musée de Cahors Henri-Martin)
- pałac Duèze (fr. Palais Duèze)
- pałac Via (fr. Palais de Via)
- most Valentré (fr. Pont Valentré) – został zbudowany w latach 1308-1378. Posiada trzy warowne wieże, sześć przęseł z ostro zakończonymi bastionami filarów. Jest niezwykłym przykładem średniowiecznej architektury obronnej. Kiedyś uznany za most diabła, stanowi symbol miasta. Kiedy most był odtwarzany w 1879 architekt Paul Gout umieścił na szczycie jednej z baszt rzeźbę diabła. Most jest częścią francuskiego odcinka drogi do Santiago de Compostela i znajduje się na liście światowego dziedzictwa UNESCO[15]
- prezbiterium katedry (fr. Presbytère de la cathédrale)
- mury obronne (fr. Remparts)

## Transport
W mieście znajduje się stacja kolejowa Gare de Cahors na linii Orlean – Montauban.

## Ludzie związani z Cahors
- Léon Gambetta – ur. 2 kwietnia 1838 roku w Cahors, francuski polityk, przywódca partii republikańskiej w okresie II Cesarstwa i III Republiki[6]